# 渡邉渡 (経済史学者)
渡邉 渡（わたなべ わたる、1920年9月 - 2011年4月21日）は、日本の経済史学者。特に明治維新の時期を中心とした日本経済史を専門とした。前身の大倉経済専門学校の時代を含め、東京経済大学に長く勤め、経済学部長、学長（1984年 - 1988年）を歴任した。

## 経歴・人物
1920年東京に生まれる。大倉財閥が創設した大倉高等商業学校（東京経済大学の前身校）に学び、1943年に慶應義塾大学経済学部を卒業した。商工組合中央金庫勤務を経て、1946年に大倉経済専門学校と改称していた母校の講師となった。1949年、新制大学として東京経済大学が発足すると、専任講師となり、1951年に助教授、1958年に教授と昇進した。1991年に定年退職となったが、その後も名誉教授、非常勤講師、また、一時は特任教授として東京経済大学に関わり続けた。
1970年代後半に、東京経済大学で組織された大倉財閥の歴史研究において、渡邉は中心的役割を果たした。